# Bitwa pod Halmstad
Bitwa pod Halmstad (znana także jako bitwa pod Fyllebro) – starcie zbrojne, które miało miejsce w Fyllebro 5 kilometrów na południe od Halmstad 17 sierpnia 1676 podczas wojny szwedzko-duńskiej (1675–1679) będącej częścią wielkiej europejskiej wojny Francji z koalicją.

## Wstęp
Duńska armia po wylądowaniu w Helsingborgu w Skanii w końcu czerwca 1676 zdołała podbić niemal całą prowincję w czasie krótszym od miesiąca. Szwedzka armia musiała wycofać się na północ do Växjö. 
Na początku sierpnia generał Jakob Duncan z 4 000 żołnierzy duńskich został wysłany na północ, do prowincji Hallandia, by zdobyć miasto Halmstad i jeśli to byłoby możliwe na dalszej północy połączyć się z generałem Gyldenløve, który dotarł do Göteborg z armią norweską i groził miastu oblężeniem. 21 sierpnia król Karol XI i jego mała armia skierowali się na zachód by przechwycić Duncana.
W południe 27 sierpnia szwedzka armia dotarła do jedynej drogi prowadzącej ze Skanii do Halmstad chwytając wojska Duncana w potrzask.
Spalili most prowadzący na południe, a sami ruszyli na północ.
Dzień przedtem Duncan został poinformowany o szwedzkich wojskach zmierzających w jego kierunku, lecz przypuszczał, że to mniejsza jednostka dowodzona przez generała Ascheberga. Nie było więc według niego konieczności pośpiechu, gdy zdecydował się opuścić Halmstad i wrócić na południe.

## Bitwa
Zaraz po kilku kilometrach marszu szwedzka awangarda pod wodzą Ascheberga natknęła się na mały duński oddział, który błyskawicznie został rozbity, a jego resztki bezładnie uchodziły na północ. Po krótkim pościgu Aschenberg nagle znalazł się przed wszystkimi siłami Duncana.
Duńska armia właśnie zamierzała przejść przez most nad rzeczką Fylle å.
Duncan, który był przekonany, że nieprzyjacielskie wojska które się przed nim pojawiły, to cała siła jaką Szwedzi dysponowali w tym rejonie. Kontynuował zatem, bez specjalnego pośpiechu, przeprawę przez most. Nieświadom niebezpieczeństwa pozwolił swoim wojskom ustawić się w bojowe formacje na południowym brzegu, ustawione tyłem do rzeczki.
Szwedzi mając dużo czasu ściągnęli zarówno kawalerię jak i piechotę, które uprzednio obozowały z tyłu. Bitwa rozpoczęła się salwą kilku szwedzkich dział, a Karol XI i jego kawaleria szarżowały w dół z pagórków atakując lewe skrzydło Duńczyków. Wkrótce Szwedzi ruszyli do szarży na lewe skrzydło i na centrum. Już po 15 minutach duńskie lewe skrzydło poszło w rozsypkę. W centrum duńska piechota stoczyła przerażającą walkę, z potężnym kontratakiem kawalerii, który próbował przebić się przez szwedzkie linie, lecz tylko jeden szwadron zdołał tego dokonać. 
W tym momencie dopiero Duncan zdał sobie sprawę ze swej pomyłki i próbował to naprawić za pomocą nowego błędu, jakim był rozkaz odwrotu przez most wydany pozostałym swoim wojskom. Lecz gdy szwedzka kawaleria prawego skrzydła znalazła bród i zaczęła przeprawiać swoje świeże szwadrony przez rzeczkę Duncan pojął, że bitwa jest już przegrana i poddał się. Cała bitwa trwała nieco więcej niż godzinę.

## Następstwa
W bitwie Szwedzi stracili tylko 100 zabitych i rannych, podczas gdy Duńczycy – 1 000 zabitych i rannych oraz 1 500 jeńców.
Klęska pod Halmstad była ciężkim ciosem dla duńskich planów, mających na celu przesunięcie swych sił na północ w celu połączenia z armią norweską.
Bitwa pod Fyllebro była również pierwszą wielką wiktorią 21-letniego króla Karola XI, dodając mu wiele wiary we własne siły. Zwycięstwo to miało także ogromne znaczenie dla wodzów i całej armii, podnosząc morale Szwedów, znacznie obniżone po klęsce pod Fehrbellin. Armia wciąż była zbyt słaba, by zmierzyć się z Duńczykami w Skanii i pomaszerowała na północ do Varberg, gdzie oczekiwała na posiłki.
Dzień po bitwie król Danii Chrystian V zwinął swój obóz w Kristianstad i rozpoczął marsz w kierunku Halmstad. Dnia 5 września dotarł do Halmstad i rozpoczął oblężenie miasta, jednak bez powodzenia. Trzy tygodnie później wrócił do Skanii, by znaleźć kwatery na zimę.

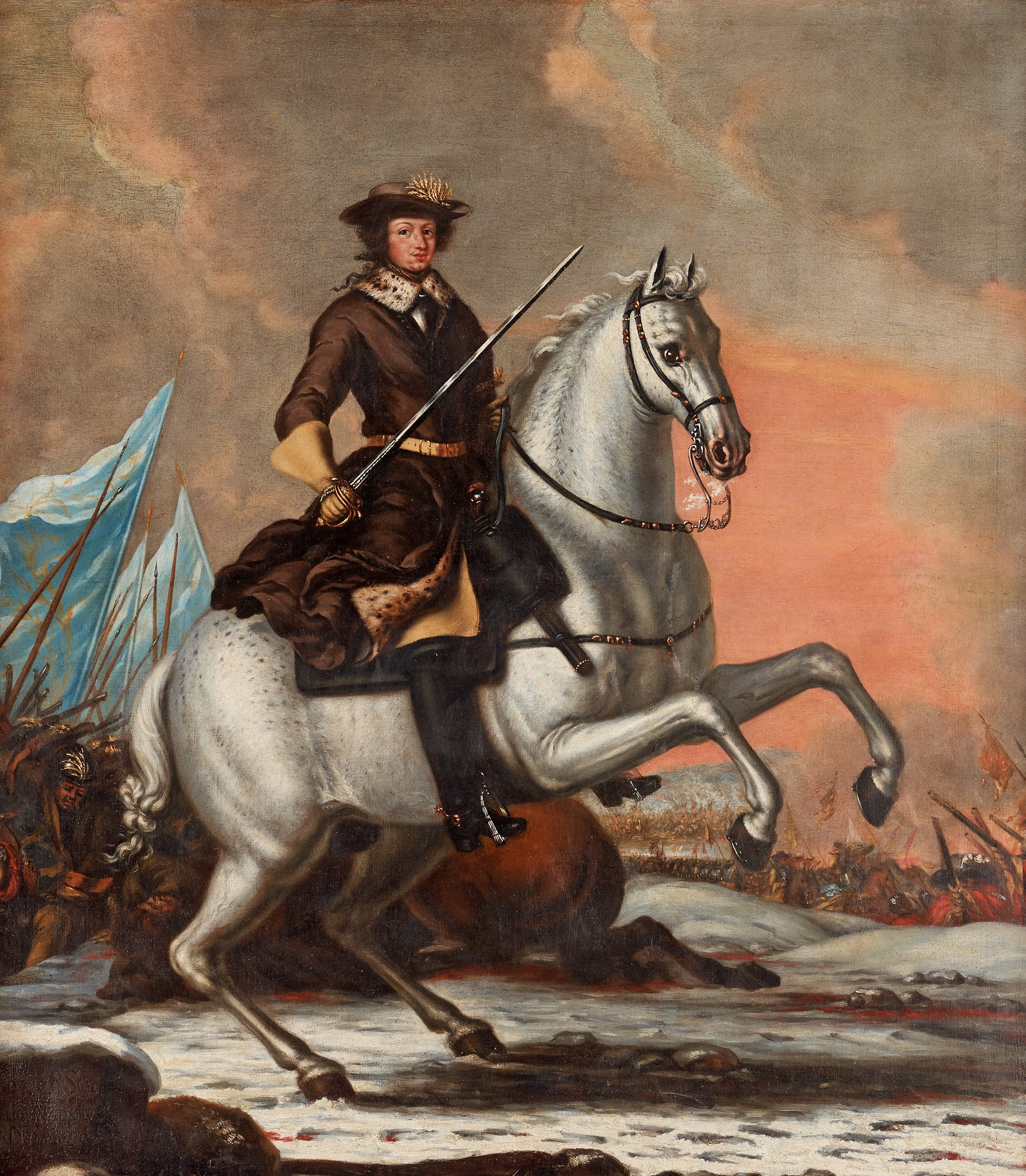
Król Szwecji Karol XI